# Belding
Belding is een plaats (city) in de Amerikaanse staat Michigan, en valt bestuurlijk gezien onder Ionia County.

## Demografie
Bij de volkstelling in 2000 werd het aantal inwoners vastgesteld op 5877.
In 2006 is het aantal inwoners door het United States Census Bureau geschat op 5870, een daling van 7 (-0,1%).

## Geografie
Volgens het United States Census Bureau beslaat de plaats een oppervlakte van
12,6 km², waarvan 12,2 km² land en 0,4 km² water. Belding ligt op ongeveer 236 m boven zeeniveau.

## Plaatsen in de nabije omgeving
De onderstaande figuur toont nabijgelegen plaatsen in een straal van 20 km rond Belding.